# خافيير سواريز
خافيير سواريز (بالإسبانية: Javier Suárez)‏ هو اقتصادي إسباني، ولد في 1966 في مدريد في إسبانيا.